# Searsia thyrsiflora
Searsia thyrsiflora is een plantensoort uit de pruikenboomfamilie (Anacardiaceae). De soort staat op de Rode Lijst van de IUCN geklasseerd als 'niet bedreigd'.
De soort komt voor op het bij Jemen behorende eiland Socotra. Hij groeit daar in woestijnachtige gebieden en in droog struikgewas.

## Synoniemen
- Rhus thyrsiflora Balf.f.
- Toxicodendron thyrsiflorum (Balf.f.) Kuntze